# Elizabeth Hurley
Elizabeth Jane Hurley nota semplicemente come Liz Hurley (Basingstoke, 10 giugno 1965) è un'attrice, supermodella, produttrice cinematografica e stilista britannica.
Dal 1994 al 2001 è stata la donna immagine per l'azienda cosmetica Estée Lauder.

## Carriera
Il padre Roy Leonard Hurley era un maggiore del British Army, mentre la madre Angela May Titt era un'insegnante di scuola elementare. Ha una sorella maggiore di nome Kate e un fratello minore di nome Michael James Hurley. Durante gli anni scolastici si tinge i capelli di rosa e porta i piercing. Dopo essersi diplomata al "London Studio Centre" la Hurley fece il suo debutto nel film Aria, che venne selezionato come miglior film al Festival di Cannes del 1987.
Alla fine degli anni ottanta fu impegnata in diversi film e serie televisive in Gran Bretagna. Il suo primo film ad Hollywood lo fece accanto a Wesley Snipes in Passenger 57 - Terrore ad alta quota, nel 1992. Liz Hurley continuò a prendere parte a diversi film, tra cui nel 1997 Austin Powers - Il controspione e nel seguito del 1999, Austin Powers - La spia che ci provava. La sua carriera cinematografica continua nel 2000 in un ruolo accanto a Brendan Fraser in Indiavolato (Bedazzled) e in seguito con Matthew Perry in Tutta colpa di Sara.
Durante la sua carriera di attrice la Hurley lavorò anche come modella, produttrice e lanciò anche una sua linea di costumi da bagno e abiti da mare. Apparve inoltre in un reality show che metteva in competizione un gruppo di designers di moda chiamato Project Catwalk, che a sua volta prendeva spunto dal reality Project Runway. Oltre ad interpretare il ruolo di Diana Payne nella quinta stagione della serie televisiva Gossip Girl, la Hurley si occupa della Elizabeth Hurley Beach, la sua personale campagna di prodotti alimentari biologici e vestiario per l'estate.

## Vita privata
È stata legata all'attore Hugh Grant per tredici anni, dal 1987 al 2000. Nel 1995 la loro unione finì sotto l'occhio dei media, quando Grant venne arrestato a Los Angeles per aver avuto un rapporto in un luogo pubblico con una prostituta.
Nel 2001 ci fu una accesa disputa tra la Hurley e l'allora fidanzato Steve Bing in merito ad una gravidanza. Il milionario rifiutò pubblicamente di riconoscere il bambino come suo, affermando che in quel periodo sia lui che la Hurley avessero altre relazioni. Il 4 aprile 2002 la Hurley diede alla luce un bambino, Damian Charles, e nello stesso mese Bing diede il via ad un procedimento legale per determinarne la paternità. Nel giugno di quello stesso anno la High Court di Londra confermò la paternità di Bing, in seguito al positivo riscontro sul test del DNA. Il padrino di suo figlio è l'ex compagno Hugh Grant.
Il 2 marzo 2007 sposa Arun Nayar. Nel dicembre 2010, la Hurley viene vista in compagnia dell'ex giocatore di cricket australiano Shane Warne e annuncia che lei e il marito Nayar erano separati da diversi mesi. Il divorzio ufficiale viene raggiunto nel giugno 2011. Nel settembre dello stesso anno, Hurley annuncia il fidanzamento ufficiale con Warne tramite Twitter. Nel dicembre 2013 la coppia ha rotto il fidanzamento.

## Filmografia

### Attrice

#### Cinema
- Aria segmento Die tote Stad, regia di Bruce Beresford (1987)
- Remando nel vento (Remando al viento), regia di Gonzalo Suárez (1988)
- Der Skipper, regia di Peter Keglevic (1990)
- Il lungo inverno (El largo invierno), regia di Jaime Camino (1992)
- Passenger 57 - Terrore ad alta quota (Passenger 57), regia di Kevin Hooks (1992)
- Beyond Bedlam, regia di Vadim Jean (1994)
- Alla fine del tunnel (Mad Dogs and Englishmen), regia di Henry Cole (1995)
- Terra senza pietà (Dangerous Ground), regia di Darrell Roodt (1997)
- Austin Powers - Il controspione (Austin Powers: International Man of Mystery), regia di Jay Roach (1997)
- Hard Night (Permanent Midnight), regia di David Veloz (1998)
- Martin il marziano (My Favorite Martian), regia di Donald Petrie (1999)
- EdTV, regia di Ron Howard (1999)
- Austin Powers - La spia che ci provava (Austin Powers: The Spy Who Shagged Me), regia di Jay Roach (1999)
- Il mistero dell'acqua (The Weight of Water), regia di Kathryn Bigelow (2000)
- Indiavolato (Bedazzled), regia di Harold Ramis (2000)
- Double Whammy, regia di Tom DiCillo (2001)
- Bad Boy, regia di Victoria Hochberg (2002)
- Tutta colpa di Sara (Serving Sara), regia di Reginald Hudlin (2002)
- Dead Even - Sangue caldo (Method), regia di Duncan Roy (2004)
- Il ragazzo e il grande elefante (2020)
- Natale con il babbo (Father Christmas Is Back), regia di Philippe Martinez (2021)
- Piper, regia di Anthony Waller (2023)

#### Televisione
- Gems – serie TV, 3 episodi (1988)
- Ispettore Morse (Inspector Morse) – serie TV, 1 episodio (1988)
- Le avventure di Bailey (Rumpole of the Bailey) – serie TV, 1 episodio (1988)
- Christabel, regia di Adrian Shergold – miniserie TV (1988)
- Act of Will, regia di Don Sharp – miniserie TV (1989)
- Death Has a Bad Reputation, regia di Lawrence Gordon Clark – film TV (1990)
- The Orchid House – serie TV, 1 episodio (1991)
- The Good Guys – serie TV, 1 episodio (1992)
- Le avventure del giovane Indiana Jones (The Young Indiana Jones Chronicles) – serie TV, 1 episodio (1992)
- Sharpe's Enemy, regia di Tom Clegg – film TV (1994)
- Harrison - Il caso Shamrock (The Shamrock Conspiracy), regia di James Frawley – film TV (1995)
- Harrison - Una questione d'intuito (Harrison: Cry of the City), regia di James Frawley – film TV (1996)
- Sansone e Dalila (Samson and Delilah), regia di Nicolas Roeg – miniserie TV (1996)
- Wonder Woman, regia di Jeffrey Reiner – film TV (2011)
- Gossip Girl – serie TV, 14 episodi (2011-2012)
- The Tomorrow People – serie TV, 2 episodi (2014)
- The Royals – serie TV (2015-2018)
- Runaways – serie TV, 8 episodi (2019)

### Produttrice
- Extreme Measures - Soluzioni estreme (Extreme Measures), regia di Michael Apted (1996)
- Mickey occhi blu (Mickey Blue Eyes), regia di Kelly Makin (1999)
- Dead Even - Sangue caldo (Method), regia di Duncan Roy (2004)
- Project Catwalk - serie TV, 5 episodi (2006)

## Campagne come modella
- Estée Lauder, 1995-presente
- Elizabeth Hurley Beach, 2005-presente
- Jordache, Autunno/Inverno 2006
- MQ Clothiers of Sweden, 200
- Got Milk?, Primavera/Estate 2006
- Patrick Cox, Primavera/Estate 2006
- Lancel, 2005-2006
- Saloni, 2004-2005

## Doppiatrici italiane
Nelle versioni in italiano dei suoi film, Elizabeth Hurley è stata doppiata da:
- Laura Boccanera in Passenger 57 - Terrore ad alta quota, EdTV, Gossip Girl, Runaways, Natale con il babbo
- Cristiana Lionello in Austin Powers - Il controspione, Austin Powers - La spia che ci provava, Il mistero dell'acqua
- Laura Lenghi in Martin il marziano, Dead Even - Sangue caldo
- Cristina Boraschi in Terra senza pietà
- Chiara Colizzi in Hard Night
- Roberta Greganti in Indiavolato
- Pinella Dragani in Tutta colpa di Sara
- Francesca Fiorentini in Le avventure del giovane Indiana Jones
- Emanuela Rossi in Sansone e Dalila
- Roberta Pellini in The Royals